# Eric H. Cline
Eric H. Cline (Washington, D.C., 1 de setembro de 1960) é um autor, historiador e  arqueólogo norte-americano. Ele é professor de história e arqueologia antiga na Universidade George Washington (GWU) em Washington, DC, onde é professor de clássicos e antropologia e ex-Presidente do Departamento de Línguas e Civilizações Clássicas e do Oriente Próximo, e também Diretor do Instituto Arqueológico do Capitólio da GWU. Ele também é orientador dos cursos de arqueologia da graduação, pelo qual recebeu o GWU Award por "Excelência em Orientação Departamental de Graduação" (2006).